# 楊乃武與小白菜案
杨乃武与小白菜案，刑部称浙江民人葛品连身死案，俗称杨乃武与小白菜案、杨乃武案，是清末浙江省杭州府余杭县发生的一件死刑改判案件。案件的起因是同治十二年（1873年）年末平民葛品连因病暴毙，先是葛品连家属、仵作和门丁错判尸格，后又有余杭县令刘锡彤错信新科举人杨乃武与葛品连妻子小白菜（葛畢氏）通奸，遂令杨乃武与小白菜二人屈打成招，定谳死囚。由于《申报》报道和朝野内外舆论的持续关注，杨乃武家属在浙江官绅协助下不断上控直至兩宮太后；案件经过多次重审维持原判后最终由北京刑部审理，确定葛品连非係毒死，杨乃武、小白菜的死刑改判轻罪，包括刘锡彤在内的一干官吏因此获罪或革职。
学术界认为此案是清朝法律史上的标志性案例。法学研究者鄭定、楊昂研究此案時認為：「閣部大臣到地方官僚，甚至上至兩宮太后，下至小小仵作，都在此案的審理中扮演了重要角色。因此我們有理由認為，這一案件是大清律制度的最集中、最全面的體現。官方重視，故而檔案卷宗保存較為完備；再加報紙報導、民間傳說、正史、野史，以及眾多涉案人員的公牘、筆記、文集、日記、回憶錄等相關文獻的大量出版。凡舉清律研究之重要課題，略如刑訊、驗屍等證據制度，上控、京控、會審等上訴制度之諸端，皆可由此案而詳察其過程。」

## 背景

### 审判程序

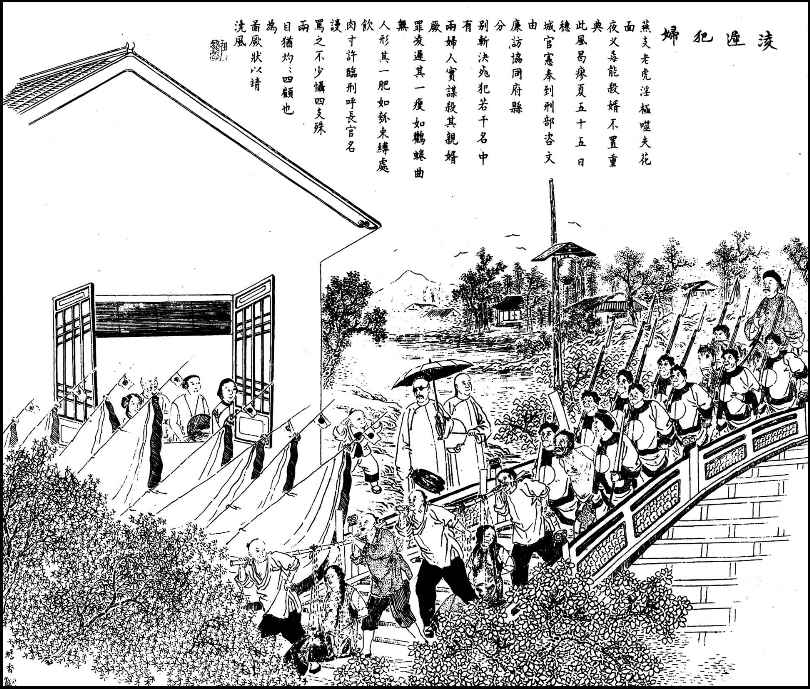
《点石斋画报》中广州官员奉命将2位因谋杀亲夫的犯妇押送法场凌迟的画面

传统上，中华法系将将笞、杖、徒、流、死列为最基本的五刑，其中死刑是最严重的刑罚；根据《大清律例·名例律》，死刑只有绞、斩两种行刑方式，然而实际判例中却有凌迟、枭示等极刑。:2-4按照《大清律例》，谋杀包括丈夫之内的亲属，遂行中止以斩立决论处，既行则以凌迟，因此因奸谋杀情节一旦做实将处以凌迟，凌迟者即便自杀，死后也会被碎尸万段。

由于清代实行死刑监候制度，按照《大清律例·名例律》，死刑犯人如果没有被判处“应决不待时”（立即执行死刑），程序上都应该先在监狱中等候等候刑部秋审、朝审复核同意，之后才能执行死刑。刑部秋审则会根据呈报的案情，将案件分为“情实”（情况属实，理应死刑）、“缓决”（暂缓决定）、“可矜”（情有可原）、“可疑”（案情可疑）等类别，分别向皇帝奏请调整刑罚或维持原判，最后由皇帝定夺。司法程序上，地方州县官员只有判处笞、杖等较轻罪的权力，总督、巡抚等可以判处徒、流等刑罚，只有皇帝才有资格判处死刑，地方督抚只有按照律令拟办罪名的权力。:3-6

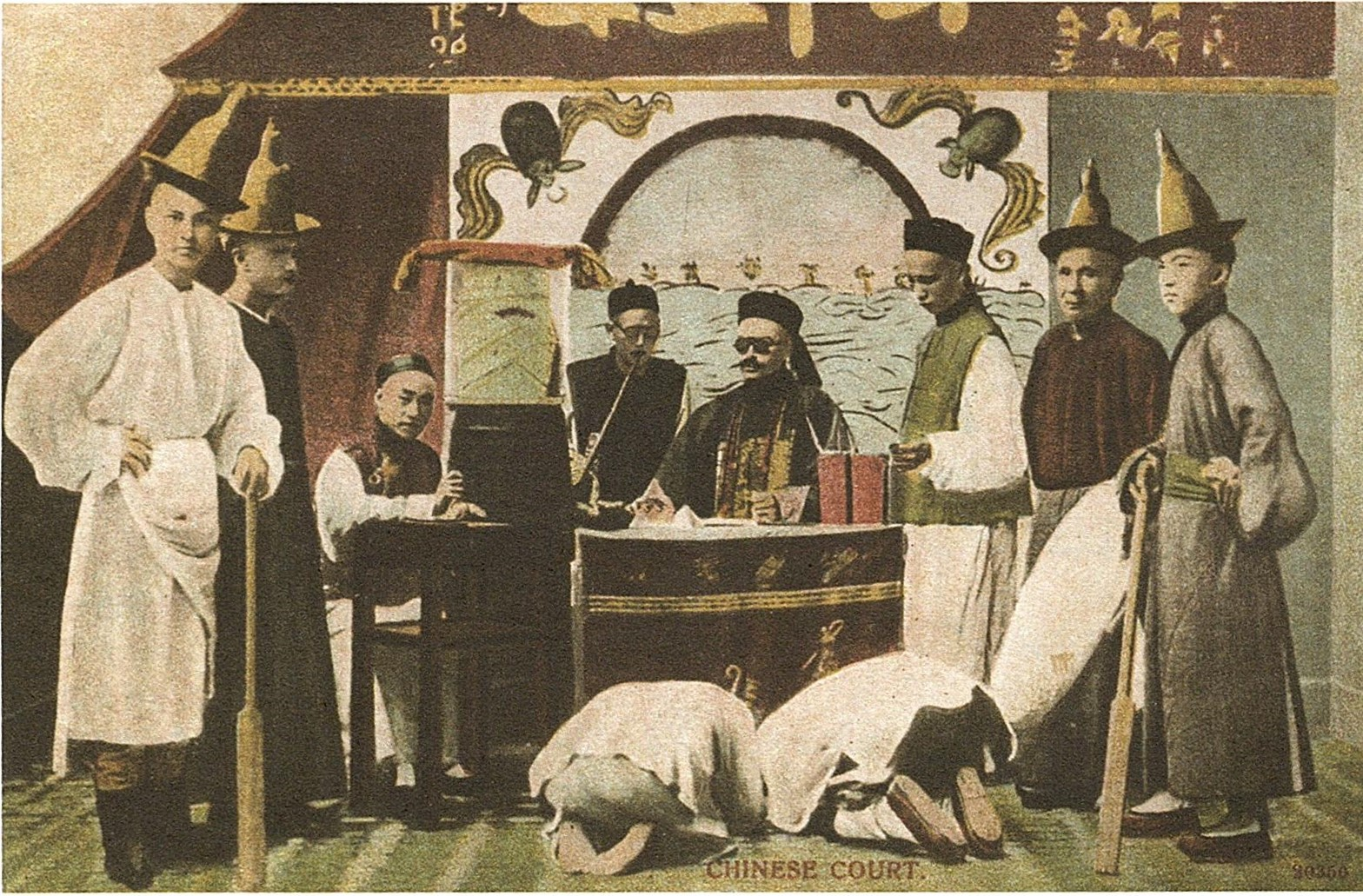
清朝地方官员审判案件情形

清代死刑案件需要经过侦查初审、审转解司、复审具题、中央审理5道程序。侦查初审一般由州县一级负责，《律例》对人命案件尤为重视，要求县官务必亲自到场检验尸体，官员如不及时到场或转委他人则可判处杖刑；在获得案件“实情”之后，需要按照《律例》或者判例进行拟罪，州县官员虽然无法直接判处死刑，却可以就十恶、命盗等重大案件拟死罪上报；由于法律规定州县结案需要犯人“服输口供”，官员所面临的责罚严苛，刑讯逼供十分普遍。州县完成侦查初审之后案件进入到审转解司阶段，州县会将结案的案件转呈上级的府，按照惯例府一级不仅要审查下级递交的案件材料、人犯，还需要重新升堂再审，如果和县审没有出入就可以提交省一级的按察司和督抚；司法实践中，这一级的审判往往敷衍了事、很少平反，经常有地方知府为图方便将案件打发下属首县处理。复审具题的程序中，按察司主要负责“复审”，督抚主要负责“具题”（向朝廷题本上奏），案件经过按察司和督抚两次审理无异后转呈中央；实践中，清代按察司为彰显其权力几乎每案必驳，经常固执成见、不以实情定案，而督抚审理主要关注官员在案件中的履职情况，不一定会深究案情。中央审理主要由刑部、都察院、大理寺三法司负责，理论上“刑部受天下刑名、都察院纠察、大理寺驳正”，最后三法司提交审理结果由皇帝形式上批准；由于清代刑部权力独重三法司，大理寺、都察院、皇帝一般不会干预，刑部在事实上主导了案件的审理。
太平天国战争之后，清政府为了应对各地农民起义频发的动乱局面，不得不放宽死刑复核制度，允许地方官员直接将囚犯“就地正法”，这也导致了原本的死刑裁决权分散到地方，各地官员直接把控生杀大权，一旦有人鸣冤则官官相护、阻挠打压，对抗中央干预案情，因此冤假错案数不胜数，其中以浙江的杨乃武与小白菜案（本案）、江宁的三牌楼案、河南的王树汶顶凶案最为典型。因此在本案平复之后地方大员往往持抵触态度，例如当时沈葆桢就评论“不冤杀匹夫匹妇而反黜学臣”。

### 诉讼规则
清代司法的“上控”相当于现代司法的上诉，指的是当事人如果不满审理过程或结果，可以按照府、道、（省）按察司、（中央）都察院的次序逐级向上级部门提出控诉。按照《清史稿》和《大清律例》，清代以州县审理为初审，如果不涉及官员作弊的情形，初审阶段不接受上控，一般会将上控案件发还原来部门；初审以上或已经审结的案件，上级部门必须受理，但也有本级提审、发还初审部门重审、委转其他部门审理等做法，多数情况下都是发还重审；如果案情重大，譬如案情复杂、御批重审或者涉及官员作弊的情况，上级部门必须在本级审理，然而实践中往往只是上级挂名、转委下属处理，例如各地知府往往会将需要重审的案件交给名下首县，督抚经手案件最后往往转给道台。“京控”这是上控的最后手段，指的是在地方上控不济后到北京的都察院、通政使司或步军统领衙门上控的情形；由于清代严格限制“越诉”（越级上控），违者可判笞刑，因此上控者不到万不得已不会京控。由于太平天国战争后司法权力下放，“近年各省京控，从未见一案平反”，“官吏一闻京控，即视原告若寇仇，辄欲加以越控之罪”，反而导致“愈冤则愈告、愈告则愈冤”，实际上很难起到作用。
「叩阍」，即直诉，直接向天子秉明申诉，这一制度与上控制度平行，不受“越诉”罪名的限制，然而限制严格、处罚较重。顺治十七年（1660年）《木榜条例》针对叩阍规定，非军国要务、大贪大奸、奇冤惨异不得到衙门前击鼓申诉，如果违反则可能视作刁民、奸人杖责示众。然而由于《木榜条例》过于严苛且不便，康熙七年（1668年）宣布“叩阍之例，永行停止”，废止了叩阍相关法律规定，实际上放宽了「叩阍」的限制，但仍旧限制于事关重大的案件。随着清末报纸等大众传媒的流行，民众也不一定需要到北京击鼓鸣冤或拦截御驾才能上达天听，也可以通过舆论影响案情，间接起到直诉的作用。

## 案件起因

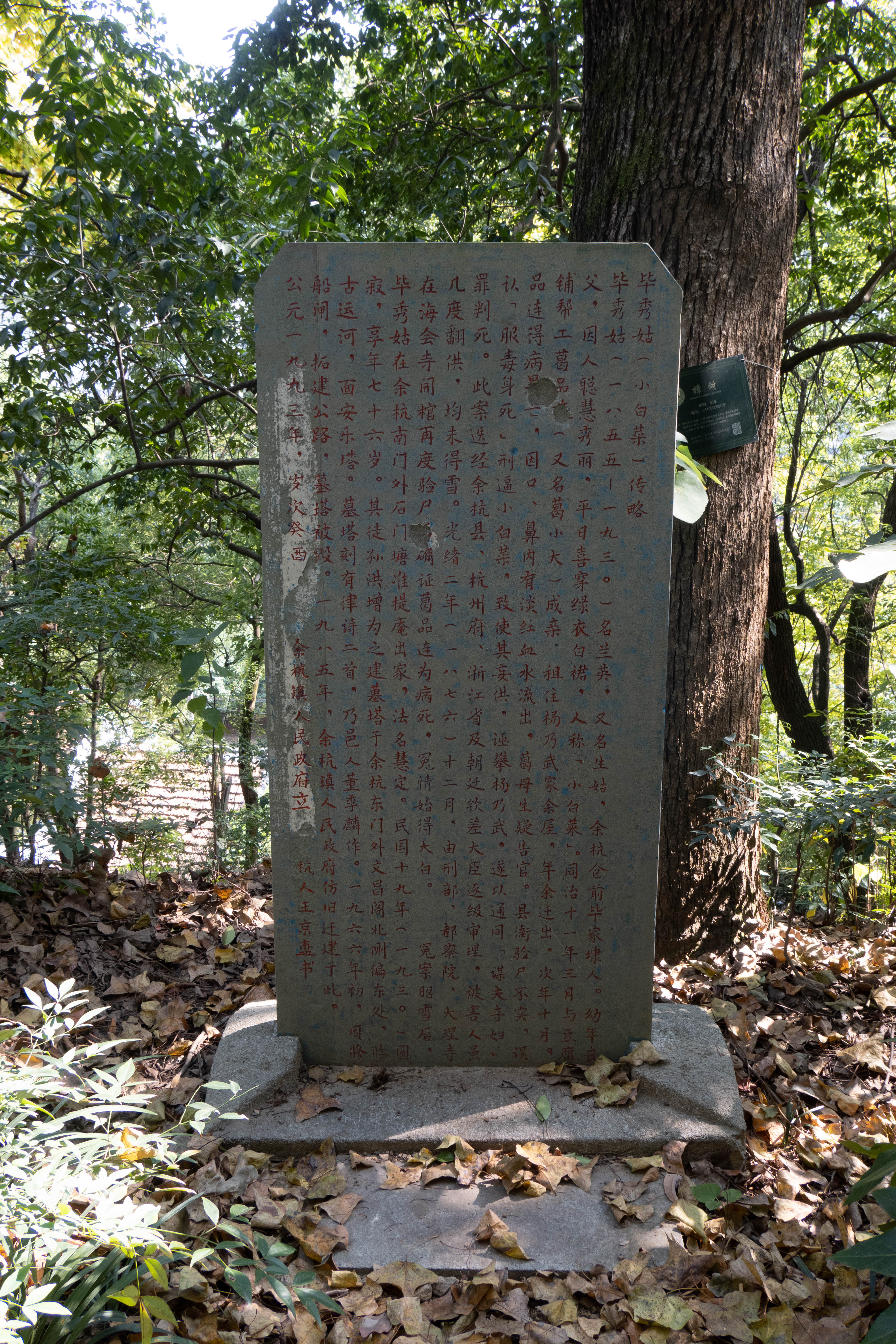
余杭安乐山毕秀姑传略碑

### 毕生姑的婚姻
毕生姑，讹名毕秀姑，乳名阿生，与葛品连完婚后称葛毕氏，其父毕承祥。关于毕生姑的背景说法众多，按照杨乃武女儿杨濬的说法，其为天京出逃的太平天国遗民后裔，这在清代属于逆贼余孽，毕生姑又因为常常穿着白色上衣和绿色裤子，人送外号“小白菜”；但是，根据毕家塘村和毕生姑侄女毕阿秀的说法，毕生姑出生于余杭仓前镇南毕家塘村（今浙江省省委党校附近），毕家塘村在1930年因推广洋种蚕所引发的纠纷毁于火灾，今不存。葛品连是葛奉来与葛喻氏独子，葛品连幼年丧父，葛喻氏独力抚养，但在太平天国战乱中葛品连被掳掠，失去儿子的葛喻氏也在同治二年（1863年）改嫁木匠沈体仁称沈喻氏。次年，葛品连从太平军处逃回余杭，认沈体仁为继父。同年，毕生姑母亲毕王氏改嫁喻敬天称喻王氏，毕生姑也随之搬至余杭县城（今杭州余杭区余杭街道），称喻敬天为继父。毕生姑母亲喻王氏与喻敬天为同姓的远房亲戚，成年后的经由继父沈体仁介绍，在豆腐店当伙计，为人老实，而毕生姑生来貌美生来俏丽；双方的继子女在两家母亲的撮合下订婚，11岁的毕生姑被许配与葛品连。同治十年（1871年）毕生姑及笄，葛品连准备向喻敬天提亲。
当时，毕生姑继父喻敬天索要彩礼，要求葛品连自造婚房，葛品连负担不起。葛品连义母冯许氏为其说情，并以80银圆作为彩礼，另附60银圆置办宴席，借喻敬天家为婚房操办婚事，又托杨乃武择定吉日次年三月初四成亲。葛品连与毕生姑二人于同治十一年（1872年）正式成婚，满月之后再寻他处居住。恰逢葛品连继父沈体仁为杨乃武监工新房，杨乃武家毁于太平天国战火，此时寄居澄清巷姚氏家中，造房时杨乃武称打算租出多余的房间。葛品连母亲沈喻氏在旁听到了杨乃武的话，于是在二月的时候趁着儿女没有成婚，就通过赵兰荣向杨乃武租赁了一间空房，夫妻二人在满月之后就从喻敬天家搬出，四月二十四搬入杨乃武家，与杨乃武一家一同居住。

### “羊吃白菜”的流言

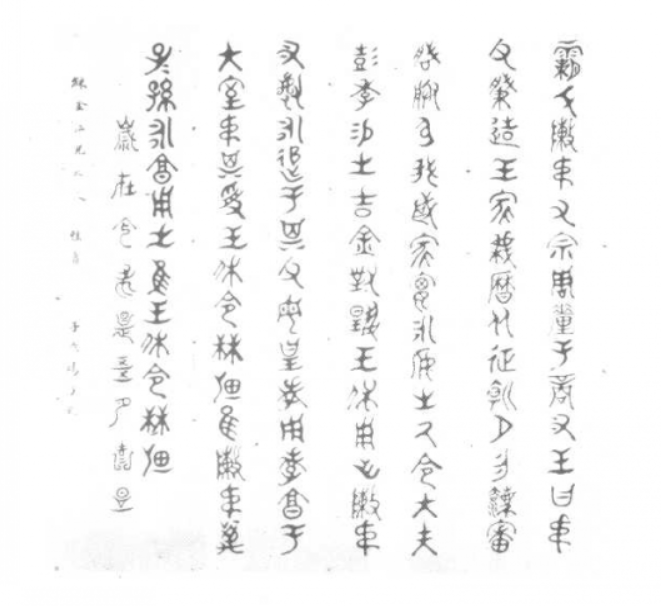
杨乃武篆书书法

杨乃武，字书勋，一字子钊，世居余杭县城澄清巷、县前街路口，与县衙仅百步。杨父朴堂，桑蚕为业，妻杨姚氏；长兄乃文早夭，姐姐菊贞（又名淑英，即叶杨氏）守寡；发妻吴氏，续弦詹善云（即大杨詹氏），再续詹彩凤（翠凤，即小杨詹氏），与詹彩凤有一儿一女。杨乃武的主业是讼师，并且与县衙不和，和知县刘锡彤多有冲突。根据杨家后人口述，杨乃武好“打抱不平”、“助善嫉恶”，狱后仍有人来找他写状子的诸多事例，可见其作为讼师手法高明、声名在外，这在本案中也有所体现。明清以来江南读书人借由“刑不上士大夫”的特权形成了“健讼”之风，有着“种肥田不如告瘦状”的说法；但是由于讼师地位低微，牢狱后又受到官府忌惮，这件事大概成为了杨家人的忌讳。杨家后人称祖上以来“种桑养蚕”，又称杨乃武“授徒为业”，言辞模糊。杨乃武在乡绅中口碑不佳，李慈铭曾在《越縵堂日記》引杭州乡绅称其“无赖习讼，恶迹众着，尝以⼩忿杀其妻，托⾔病死，其妇家莫之何也”， 啬翁称杨乃武不仅“喜与⼈包揽词讼”，“又以包漕事，绅民受累尤深”。“包漕”一事源于咸丰黄河改道后漕运不畅，摊派各地的陋规增加，农民将自己的田地记在乡绅名下，由乡绅包揽税费的缴纳，从而规避陋规；杨乃武“不喜结交官府”，曾因不满“踢斗淋尖”之弊与知县刘锡彤对簿公堂，这在官府眼里属于比“包漕”更恶劣的“讼米”，官府不仅收不到陋规，还要赔钱给诉讼者弭平事端。刘锡彤初次赴任余杭时，因为笃信风水令船只靠左逆行，在文昌阁附近与杨乃武的船几乎迎面撞上，后来杨乃武中举之后也没有拜会过刘锡彤，可见二人应有嫌隙。
葛品连每天起早贪黑在豆腐店做工，甚至时不时会留宿在店里，因此就留下毕生姑一个人独守空闺。毕生姑与杨乃武一家人同住一屋，除了平时服侍丈夫之外，闲来也会在家中念佛读经，偶然也会向杨乃武请教认字、帮助杨家人做家务，因此有时葛品连不在家，杨家人会叫上毕生姑一起吃饭。因为与杨乃武一家亲密，久而久之就有坊间流言称，毕生姑和杨乃武是一家人，杨乃武与毕生姑之间有私情，乃至于有市井无赖画了一张“羊吃白菜”的图画张贴在杨乃武家门上。同治十一年（1873年）七、八月间，葛品连也听说了谣言，回家后经常看到杨乃武与毕生姑一起吃饭，又偷偷回家在屋檐下观察，只看到杨乃武教毕生姑读书，没有发现两人有奸情，于是只能把心中的疑虑告诉住在隔壁的母亲。葛品连的母亲沈喻氏也看到过杨乃武与毕生姑在葛品连的屋子里一起吃饭，经常和外人谈论这件事，有关毕生姑的传言也散布开来。与此同时，传言称杨乃武疑因奸情和妻子詹善云口角不断，乃至于家暴怀孕中的妻子，导致詹善云于九月初八因难产去世，是谓“尝以⼩忿杀其妻，托⾔病死，其妇家莫之何也”。詹善云死后，杨乃武与毕生姑孤男寡女共处一室而不知避嫌，加之沈喻氏等人在街坊邻居间的演绎，奸情的矛头很快指向了毕生姑。按照詹彩凤的说法，詹善云死后，杨乃武在丈母娘的安排下，于当年的十一月初三娶她过门，她并没有听闻毕生姑的事情；詹善政则是在詹善云死后在杨乃武见证下过继到詹家，本是詹家的侄子，他说杨乃武与妹妹詹彩凤先有奸情并为姐姐詹善云知晓，然后八月间怀有身孕的姐姐詹善云“被杨乃武踢跌楼下堕胎⾝死”，九月间杨乃武就迎娶了妹妹詹彩凤，次年二月间诞下长子杨卿伯，暗示杨乃武与詹彩凤可能是未婚先孕、奉子成婚，二人婚姻并不光彩。
随着奸情的谣言愈演愈烈，不论杨家人还是葛家人都觉得应该切割。同治十二年（1873年），杨乃武在一年租期期满之际提出将房租涨至1000文每月，葛品连无法接受；同时，葛品连母亲沈喻氏也劝导葛品连搬家避嫌，葛品连于闰六月搬到了喻敬天表弟太平巷王心培家隔壁居住。在各级熬审中，均无杨乃武与毕生姑此后交往的确凿供词，唯一可疑的一次是在八月二十四，但是没有被刑部所采纳。当时葛品连买来大量白菜让毕生姑腌菜，但是毕生姑从早到晚都没有腌完，葛品连便以此为由殴打毕生姑，毕生姑情急之下剪断头发说要出家；葛品连母亲沈喻氏和丈母娘喻王氏听闻打闹赶来，向王心培询问事情经过，葛品连母亲沈喻氏斥责了儿子，毕生姑母亲喻王氏了解完情况生气道：“怎么能因为这种小事来打我女儿？”刑部的奏折删去了地方供词中杨乃武与毕生姑当天私会的记录，称葛品连只是醋意上头，借着没有腌菜为由为“羊吃白菜”流言出气。

### 葛品连暴毙
同治十二年（1873年）十月初七，葛品连出现中医的寒热症状，全身膝盖红肿。毕生姑想到丈夫以前得过流火，劝丈夫请人代工，葛品连仍坚持上工。十月初九早晨，葛品连从店里回家。葛品连的继父沈体仁在大桥附近的茶店看到葛品连，见他行走迟缓、浑身发冷。地保王林看到葛品连到糕点店买粉团吃早饭的时候，面色发青，时不时还会呕吐。毕生姑继父喻敬天熟人朱大告也看到葛品连在余杭学宫字纸炉前呕吐，把这件事转告喻敬天。葛品连到家后，房东王心培的妻子看到葛品连双手抱肩、瑟瑟发抖，连忙问了情况，葛品连就说自己病了。葛品连上楼后倒头就睡，躺在床上，时不时就想要呕吐，叫妻子毕生姑给他盖两层被子。葛品连说自己这几天一直身体虚弱、四肢无力，估计是气虚了，以为自己是流火复发，让葛毕氏拿1000文钱请继父喻敬天买来东洋参、桂圆煎汤服用，服药好没有好转。午后，由于葛品连病情恶化，卧床发抖、一直呕吐，毕生姑拜托房东家的丫鬟叫来母亲喻王氏，喻王氏觉得葛品连是得了痧气，就用万年青、萝卜子的偏方灌口，接着又请来医生，均未好转。房东王心培于是出城去找正在城外出公差的喻敬天，喻敬天赶忙回家，又请来医生，仍然没有办法。申时，葛品连死亡。

## 审理过程

### 验尸与州县初审
同治十二年（1873年）十月初九午后申时（15时至17时），葛品连死亡。死后当天，母亲沈喻氏就为他儿子换上寿服，此时尸体一切正常；但是到了第二天夜晚，尸体腐化，口、鼻开始流出淡淡的血水。时值隆冬，南方的余杭气候相对温暖潮湿，加上葛品连“年少体肥”，按理这种现象本来也算正常，但是葛品连的义母冯许氏一开始就觉得葛品连暴毙不正常，接着母亲沈喻氏看到儿子尸体面色发青，怀疑葛品连是中毒而死，于是就去盘问毕生姑。毕生姑一问三不知，坚称自己没有毒杀，但是沈喻氏早就对于儿媳妇闹出的绯闻不满，认定她“素性轻狂，虑有别情”，这其中定有奸情，于是以自己儿子死因不明为由委托地保王林向官府抱告，请求官府查验尸体。这件事就在葛品连死后的第三天，也就是同治十二年十月十一黎明，被提交到了余杭县官府审理。沈喻氏的验尸请求事关人命，清代人命案件属于大案，处理的优先级高于一般事务，县官接手后必须立即处理。时任余杭知县刘锡彤年近七十，顺天府举人出身，曾在家乡盐山县操办团练对抗太平军，已经是第二次出知余杭，之前在余杭做过2年知县，案发前回乡安葬次孙，刚刚回余杭才一个月。刘锡彤正要出门验尸，生员陈湖（字竹山）来府为刘锡彤诊断，得知是为葛品连验尸，就告知“羊吃白菜”之流言，并称坊间以为毕生姑为奸夫杨乃武毒杀亲夫。陈湖应该是县令刘锡彤关系亲密的老友，按理，陈湖与杨乃武同为一县生员，在县学有同窗之谊，但《申报》称陈湖“馀杭之讼棍也，与杨乃武素不相能”，两人作为讼师曾经针锋相对，关系似乎也不是很好。刘锡彤的门丁沈彩泉旁听了陈湖的说法，刘锡彤也派人“复加察听”，市井流言果然和陈湖所说相差无几。
随后，十月十一日正午，刘锡彤带着自己的门丁沈彩泉和官府的仵作沈详来到了葛品连家中验尸。根据后来刑部的描述，此时尸体腐化已经比较严重，尸体全身肿胀，软而不僵，上半身呈现淡青黑色；尸体腹部、腋下表面出现数十水泡，“按之即破，⾁⾊红紫”；指甲和趾甲都呈现暗灰色；口、鼻内有血水，流入眼；以银针试毒，探入咽喉，银针变成淡青黑色。虽然刑部称检验过程中仵作“未将银针用皂角水擦试”，但是从现代法医学的角度，银针试毒变黑实际上是砒霜中的硫或硫化物杂质和银反应生成黑色的硫化银，而尸体腐败后蛋白质也会分解出硫化物，因此不管有没有擦试都没有办法真正检测出砒霜，这种说法反倒像借用历代封为圭臬的《洗冤集录》文过饰非，找一个上得了台面的理由服众而已。无论如何，银针确实变色，按照当时人的认识，这等于做实了中毒。按照《洗冤集录》，服用砒霜而死者应该会有“⽛根青⿊，七窍进⾎，嘴唇翻裂，遍⾝发⼩泡”的症状，但这显然和尸检结果不合，于是沈详想起了以前为一位名叫陈观发的死者验尸的情形，觉得这可能是属于服用烟土过量而死；然而沈详并不敢认定这一结果，而是含糊报告死者死于中毒，没有提到哪种毒物。刘锡彤听到报告后起初并未细究，但是他的门丁沈彩泉问起沈详，沈详告知可能为烟土中毒，这就会排除他杀的可能性，而沈彩泉因为听信“羊吃白菜”流言先入为主，认定葛品连系被人用砒霜毒杀而绝不可能是自杀，二人争执闹到刘锡彤处，最后刘锡彤拍板将毒物定为砒霜，葛品连“确实”死于谋杀。
至此，案件从死因不明的验尸案变成了“证据确凿”的毒杀案，流言中心的毕生姑就成为了案件的首要嫌疑人。刘锡彤当即在葛品连家中审问毕生姑，质问她从哪里获得毒物，但是毕生姑只是回答不知道，于是就被带回县衙继续审问。毕生姑在县衙受到酷刑折磨，《申报》形容为“烧红铁丝刺乳，锡龙滚⽔浇背”（用烧红的铁丝扎刺乳房，用熔化的锡液浇烫背部）；人命案件按律不过可用夹棍、拶指，“刺乳”、“浇背”实为法外滥刑，毕生姑在此等酷刑之下不得不供认“实情”，此时距离葛品连之死不过三天，案件已经算是在县一级初结。根据毕生姑的供词，杨乃武在妻子詹善云死后开始多次骚扰毕生姑，毕生姑不得已在同治十一年九月廿八答应了杨乃武，此后二人一直有奸情，第二年葛品连搬家之后两人仍在来往；后来这件事被葛品连发觉，葛品连在八月廿四因腌菜事殴打毕生姑，事后杨乃武还前来劝慰毕生姑称与其出家不如出嫁给他，并提议将葛品连毒死，让毕生姑和詹彩凤一起做自己的大老婆，毕生姑这时也答应了；十月初五傍晚，杨乃武把砒霜交给了毕生姑，毕生姑趁着十月初九上午丈夫卧病在床，在治疗流火的桂圆、东洋参汤药里加入砒霜，最终毒死了丈夫。十月十二日凌晨三更，刘锡彤刚刚录完毕生姑的口供，就派人去杨乃武家中捉拿杨乃武。由于派去的书板不认杨乃武，就由民壮阮德带路指认，两人强行将杨乃武带到了县衙。杨乃武不仅在半夜三更被叫醒，还被县役强行带到县衙审问，这对于读书人而言实在有辱斯文，因此在公堂之上不仅否认作案，还当面顶撞刘锡彤。由于杨乃武有举人身份，刘锡彤不能用大刑伺候，也无法强逼杨乃武口供认输，只能放他走人。

### 砒霜与审转解司

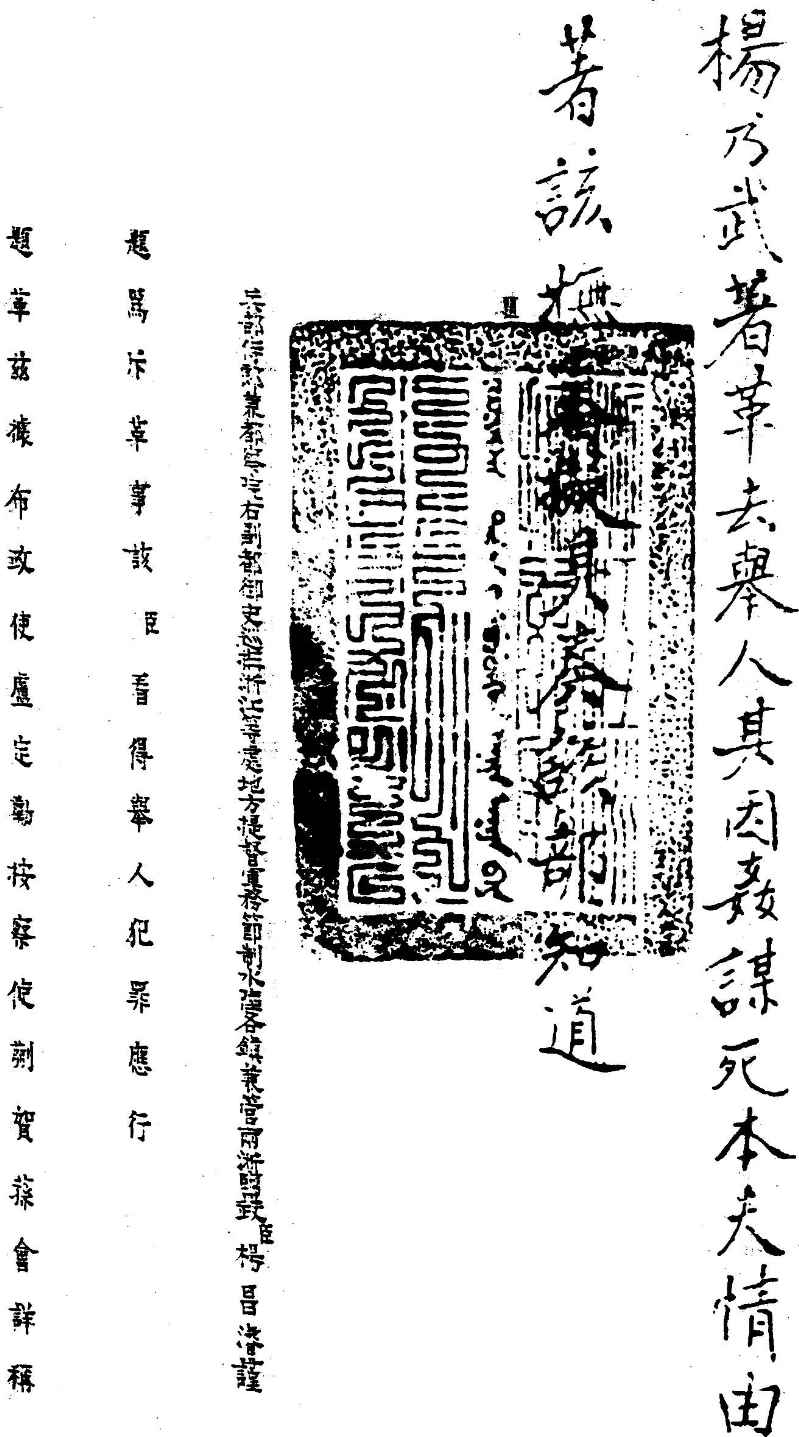
同治帝同意杨昌濬具题革除杨乃武举人身份的御批

刘锡彤在次日即上报杭州知府陈鲁，要求革除杨乃武举人的功名。与此同时，杨乃武也知道毕生姑供认自己在初五给毕生姑砒霜，但杨乃武当时仍在岳母家中做除灵的法事，为岳母家过继儿子，初六日才回到余杭。于是，杨乃武拜托岳母家中亲朋好友为其作证，杨乃武岳父的干兄弟监生吴⽟琨、岳父侄子暨过继子詹善政、杨乃武自己的堂兄增⽣杨恭治以及沈兆⾏、冯殿贵等等人都向县衙提交公禀，证明杨乃武当时不在余杭城中，不可能给毕生姑砒霜。案发不过10天，当月廿日，刘锡彤在向杭州府提交案件卷宗时，然而他不仅故意没有提交证明杨乃武不在场的公禀，还故意修改了尸检结果，特意加上了银针已用皂角水擦试的说明。同日，经过杭州府层层上报，浙江巡抚杨昌濬向朝廷具题革除杨乃武举人身份的奏折也获得了同治皇帝的批复，同治皇帝朱批：“杨乃武革去举人，其因奸谋死本夫情由，著该抚审拟、该部知道。”

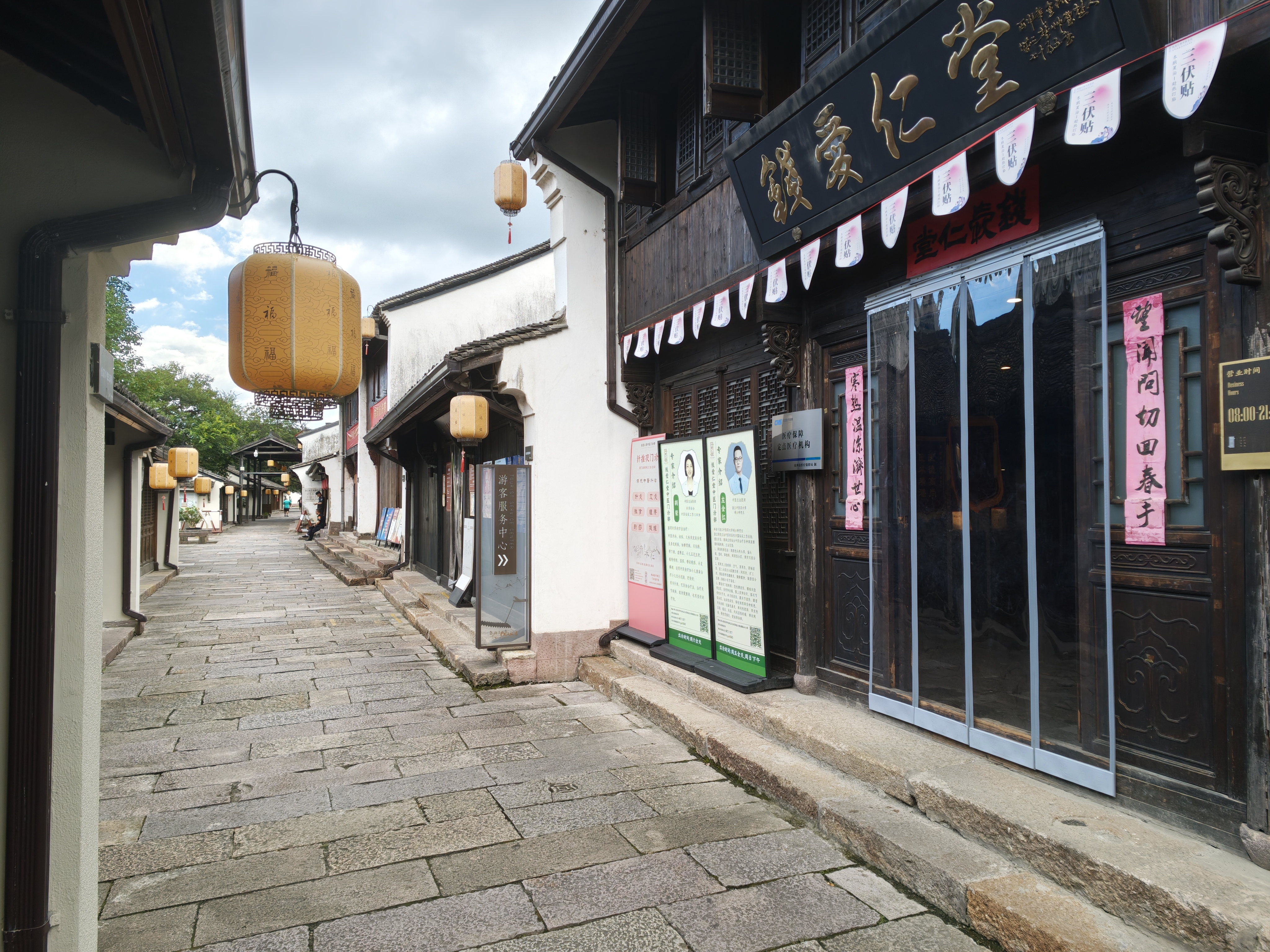
仓前老街钱爱仁堂，远处的文物保护单位即章太炎故居，章太炎是章濬的儿子

此时，案件已经由县一级转交到杭州府，进入了审转解司环节。杨乃武既然已经被革除举人身份，那么杭州知府陈鲁就毫不手软，对杨乃武严刑拷打，按照杨家人说法，因为杨乃武坚持不招，官府“动用了全部刑具，上夹棍，跪火砖，一连几堂”，这才令杨乃武屈打成招。当问到砒霜的来源时，杨乃武随口胡诌，称自己初三在杭州至余杭路上路过仓前镇，镇上有家爱仁堂药店，借口毒老鼠向老板“钱宝生”买来40文红砒，然后交给了毕生姑。得到了杨乃武口供之后，陈鲁立即要求刘锡彤取得“钱宝生”口供。由于证人属于干连人犯，涉案作证也容易受到牵连，因此刘锡彤担心“钱宝生”不愿意前来作证，拜托余杭县学训导、杭州知府幕僚仓前镇人章濬（字轮香）以同乡的名义写信给爱仁堂老板“钱宝生”。虽然爱仁堂老板到了县衙，但是他不承认自己是“钱宝生”，说自己名字叫做钱坦，从来没有“钱宝生”的名字。刘锡彤认为钱坦是因为担心售卖砒霜致人死亡会被治罪，因此反复开导他，承诺不会追究责任，也不会将他送到杭州府作证，但是钱坦始终不愿意作证，刘锡彤只能放钱坦回去继续考虑。这时，钱坦同父异母的胞弟钱垲听到兄长犯了案子，于是找到陈湖希望能够托关系为自己的兄长说情，两人通行到县衙门房遇上了刘锡彤正在花厅审问钱坦；在县衙门口等待刘锡彤审问期间，陈湖向门丁沈彩泉要来了杨乃武的供词。等到钱坦即将离开县衙时候，钱坦本不解为什么刘锡彤一定要让他供认自己卖过砒霜，在门房与钱垲、陈湖两人诉苦，陈湖按照杨乃武的供词就向钱坦解释了事情的来龙去脉，并告诫钱坦：如果你只是卖砒霜毒老鼠，不知道别人拿来杀人，最多只是处以枷杖；但是，既然杨乃武都已经招认，如果你刻意隐瞒，就有包庇的嫌疑，那罪名就大了，不如就这样按照杨乃武供词认了。钱坦听闻觉得也是，于是同意作证。
刘锡彤拿到钱坦按照杨乃武供词写的证词后，立即按照约定给了钱坦一份“无干谕帖”，保证钱坦之后与这个案子无干，甚至都没有让他和杨乃武对质，证词很快被送到了杭州府。由于证词本来就是按照杨乃武口供写的，所以两者完全严丝合缝，而沈喻氏出于为儿子报仇的心理，明明知道这些情节和事实不符合，但还是按照杨、钱二人供词修改了口供，王心培也跟着沈喻氏改了口供；刘锡彤又一次修改了验尸结果，将尸体的口鼻流血改为七窍流血以对应《洗冤集錄》中砒霜中毒的片段；至此，案件的证据、口供看上去无懈可击，结局也似乎早已板上钉钉。同治十二年（1873年）十一月初六，案发后不到一个月，毕生姑因谋杀亲夫拟以凌迟论处，杨乃武因唆使他人谋杀拟以斩立决论处，二人拟罪的结果上报省里的省按察司，将进入复审具题的阶段。判决一出，杨家陷入绝望，杨乃武的声誉也一落千丈，并且由于杨乃武为当年八月的新科举人，并且为余杭县内唯一的中榜者，不少落榜学子幸灾乐祸，许多人斥其为“士林败类”，一时之间物议沸腾。判决下达的12天后，《申报》第一次报道此案，则是以猎奇、桃色的戏谑口吻报道，不仅提及“因奸谋杀”情节，还称杨乃武因为喜新厌旧谋杀妻子、续弦小姨，凭借阴德邪术取得举人的功名。

### 疑案与覆审具题

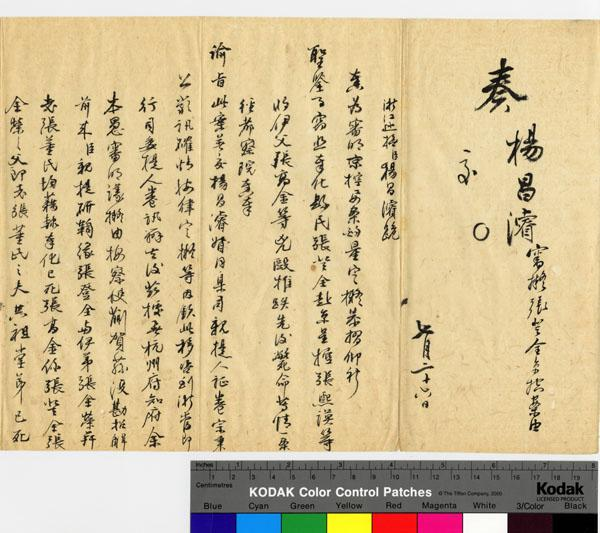
楊昌濬处理的另一件京控案件

复审具题由浙江按察使蒯贺荪和浙江巡抚杨昌濬负责。蒯贺荪接到案件之后，凭借自己举人出身的直觉，感到杨乃武的作案动机十分可疑：杨乃武作为新科举人前途无量，未来三妻四妾未尝不可，即便毕生姑再美貌，也没有必要为了一个出身低微的卖浆之妇赔上自己的前途，乃至于以命涉险犯下谋杀亲夫的死罪。蒯贺荪亲自质问刘锡彤，详细了解案件经过，想知道案件中是否有不正常的地方，但是刘锡彤都否认。他又审问杨乃武与毕生姑，两人都害怕继续遭到酷刑，于是都没有翻供，反而签字画押，蒯贺荪这才把案件上报给巡抚杨昌濬。与此同时，杨乃武的姐姐杨菊贞（叶杨氏）在四处求人、求神拜佛无济于事后，开始向省里上控，控呈由妻兄詹善政做抱告递交到了杭州的巡抚衙门、巡按使司、布政使司处。杨家人的控告与案件同时到了浙江巡抚杨昌濬手上，虽然杨乃武和毕生姑在没有受刑的情况下都招认了，但杨昌濬还是感觉案件存在疑点，于是派出候补知县郑锡滜到仓前暗访，不料刘锡彤获知杨昌濬要派人暗访，也派出陈湖说服钱坦务必按照原来的口供供述，因此郑锡滜到了仓前之后发现钱坦所说果然和口供中一模一样，回去禀告杨昌濬称这个案件“无冤无滥”，杨昌濬也就对案情信以为真，安排郑锡滜由候补转正。同治十二年（1873年）十二月十二，案发后仅仅两个月，杨昌濬将陈鲁的死刑拟罪原样具题给朝廷，这个案件的地方审理程序已经结束，只待刑部秋审后处置。
实际上，不仅主审官员们感到案件存在疑点，《申报》在第一篇报道之后很快在在同月廿五的报道列举了案件的4个不合理不合理之处：
1. 既然杨乃武与毕生姑为奸夫淫妇，自然感情深厚、相互维护，乃至于至死不渝。两人若有感情，怎么会去害对方？如果毕生姑真的爱杨乃武，怎么可能在公堂上没有刑讯直接招认杨乃武为奸夫？
2. 杨乃武既然是知书达理的读书人，假若他真的很爱毕生姑，也有很多种方法和毕生姑体面地在一起，有什么必要非要做杀夫夺妻这样的事？唆使爱人犯下奸杀亲夫的大罪，这难道不是很愚蠢？这像是读书人会做的事情吗？
3. 杨乃武作为新科举人，刚刚从省城参加新选官员的鹿鸣宴回来，县官难道不应该对新科举人、天子门生有相应的尊重吗？刘锡彤怎么能够不由分说，不顾举人的身份，将杨乃武大刑伺候，强逼杨乃武承认罪行？
4. 陈鲁在府上提审的时候有意免除杨乃武的死罪，但刘锡彤强行把不是杨乃武亲自供出的“钱宝生”作为证人，要把杨乃武的死罪做实。可是，“钱宝生”这个人甚至都没有来过杭州府的公堂，怎么可以断定杨乃武一定有在这个人的店铺中购买砒霜呢？

这篇报道有不少不实之处，譬如杨乃武在县衙并未刑讯而报道称县衙对举人用刑，再譬如“钱宝生”不是杨乃武供出，但总体尚属可信。此外，报道还将矛头指向了毕生姑，称其“秽名狼籍，所欢不下⼗余⼈”，传言其与军中某太平天国余孽苟且而栽赃嫁祸于杨乃武。第二天，《申报》就报道杨乃武在蒯贺荪面前不断说着“第请开恩”，却又不敢吐露实情，最终绝食而死。第三天的报道则纠正了前一篇报道，杨乃武还没有死，还在蒯贺荪面前翻供了——当蒯贺荪询问为什么之前不翻供，杨乃武默默向蒯贺荪脱下上衣，展示了刑讯后的遍体鳞伤——报道还声称有人送来毒食想要害死杨乃武。这几篇报道不仅仅渲染杨乃武的冤屈，力证杨乃武的清白，还指出奸夫另有其人，有人想要杀杨乃武灭口。
在省城上控失败后，杨乃武家人开始了第一次京控。出发前，杨乃武的姐姐杨菊贞买通了牢头入监探视，说服杨乃武在狱中写下申冤的状子。杨乃武的女儿杨濬称，由于杨乃武刑讯伤势严重，只能趴在地上写完状子。同治十三年（1874年）四月，杨菊贞一行出发前往北京，在北京经过同乡的帮助下，成功向都察院提交了杨乃武所写的申冤呈文。根据杨乃武女儿杨濬的说法，刚刚生完孩子的詹彩凤也带着襁褓中的杨乃武长子跟随杨菊贞北上，杨乃武的舅舅姚贤瑞作为抱告，而《申报》则称杨菊贞因病在清江浦折返；不论如何，詹彩凤娘家的长工王廷南、王阿木都在五、六月间抵达了北京并提交了呈文，其中王廷南因为眼睛不好让另一位长工王阿木顶名提交，结果王阿木被当作王廷南作为抱告递解回杭州。收到京控呈文后，都察院驳回杨昌濬提交的具题，发文要求杨昌濬重审此案，杨昌濬并没有按照都察院的要求亲审，又将此案发还杭州知府陈鲁。后来有传说称，蒯贺荪因杭州城隍周新显灵暴毙，实际上死于腹泻。据杨濬所说，陈鲁重审的时候将刑具摆满公堂，并且动不动就威胁大刑伺候，杨乃武就觉得辩解只会徒增痛苦，选择了放弃挣扎、通盘供认。陈鲁第二次重审中，杨乃武与毕生姑都没有翻供，地保王林和葛品连继父沈体仁到案，并作出了和葛品连母亲沈喻氏一致的供词，于是这个案子还是维持了原判。

### 舆论与二次京控

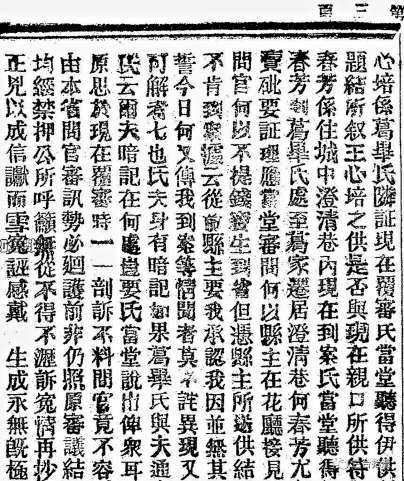
《申报》报道的《浙江余杭杨氏二次扣阍原呈底稿》

第一次京控未成，杨家人便开始了第二次京控。进京之前，杨乃武的姐姐杨菊贞又两次入监探视，杨乃武在狱中提到了3个人或许可以帮忙：第一个是汪树屏，他和杨乃武是同科同榜的举人，为人仗义，祖父和兄长都在北京做官，在北京和杭州都颇有人脉；第二个是武举人夏缙川，他的兄长夏同善在翰林院做官，可以找夏缙川帮忙请夏同善出面；第三个是同乡的生员吴以同，他与杨乃武私交甚好，又在胡庆余堂为胡雪岩做幕僚。由于此前詹彩凤在杭州四处上控，杨乃武的冤案早已闾巷皆知。恰逢夏同善丁忧期满，胡雪岩为其设宴饯行，父亲同年同乡生员吴以同系胡庆余堂西席，在席间向夏同善求情，并称此事关乎到浙江士林声誉，夏同善深感同情，允诺相机进言。杨菊贞先是拜访了汪树屏，汪树屏则联系了18名浙江籍京官打算联名上书；接着是夏缙川，夏缙川也写信给自己的哥哥夏同善；最后是吴以同，吴以同表示已经和夏同善讲过，并且将杨菊贞引见给胡雪岩，胡雪岩给了杨菊贞200两银子作为路费。根据代为抱告的詹家帮工姚士法，詹彩凤一行人于同治十三年（1874年）八月廿七从杭州启程，在上海乘坐轮船北上，九月十八抵达北京，当月廿日正式向向步军统领衙门提交了呈词。
在杨家人第二次京控之后，《申报》先是在十月廿八转载了《京报》上都察院收到杨乃武家人京控的奏折，又连续两天全文刊载了《浙江余杭杨氏二次扣阍原呈底稿》，至此杨乃武冤案闻名于天下。杨乃武不仅在第二次京控中动用了所有可能的人脉，他为京控所写的诉状也充分发挥了他作为讼师熟稔例律、能言善辩的特长，在诉状中罗列了八处逻辑上“不可解”之处，力证审案的不公和自身的冤屈：
1. 葛品连母亲沈喻氏报县验讯的呈词和毕生姑的供词相互矛盾，知县、知府却没有追究。
2. 因奸毒杀在情节上不合理，知县却没有质疑：余杭县毕生姑供词中，毕生姑在六月搬家后就没有见过杨乃武，十月初五杨乃武带来毒药要毕生姑毒死葛品连；两人在4个月的分居里如何维系感情，如何在没有碰面的4个月下产生因奸谋杀的动机，杨乃武为何在毕生姑都没有答应的情况下买来毒药交给毕生姑。
3. 杨乃武有充分的不在场证明，并且有亲友作证，知县却没有提交这些证据：杭州府毕生姑供词中，毕生姑因与杨乃武八月廿四偷情被发现被葛品连殴打，十月初五交给毕生姑毒药，又加上了九月二十日私会密谋的情节，而钱宝生供称杨乃武十月初三在仓前钱爱仁堂买砒霜；八月二十四日因葛品连家门前举办孟兰盆会，葛品连殴打毕生姑一事人尽皆知，但整个八月杨乃武都要在杭州参加乡试，九月十五日中举之后又去了杭州拜谒官员、参加鹿鸣宴，八月二十四和九月二十日都不可能私会毕生姑；十月初三杨乃武刚刚从杭州返回余杭，同日就赶往南乡詹宅准备初四的除灵仪式，初五为詹家公证过继詹善政，初六才回余杭，不可能同时到东乡的钱爱仁堂买药、到余杭的毕生姑那里偷情。
4. 毕生姑供词也不可靠，知县、知府却偏听偏信：沈喻氏虽然为子复仇心切，但她从未指认过杨乃武，詹彩凤曾经亲耳听到葛品连母亲沈喻氏在复审时供称“杨乃武谋害情事，妇人并不晓得”，但是毕生姑供词里面却说沈喻氏当面盘问得出杨乃武是奸夫；既然毕生姑关于她婆婆的供词都是假的，那关于杨乃武的供词也应不实，但是复审的时候审问官员皆听信毕生姑一面之辞，既没有追究毕生姑供词前后矛盾的地方，也没有将毕生姑和杨乃武当堂对质。
5. 王心培复审供词与毕生姑供词矛盾，知府却没有安排对质：詹彩凤曾经亲耳听到王心培供称“初不见杨乃武往葛家，亦不晓得葛品连撞见杨乃武再责打葛毕氏之事”，那么毕生姑所供认“葛品连撞见杨乃武再责打葛毕氏之事”实际上就没有人可以证明，两人的供词相互矛盾。
6. 何春芳有重大的作案嫌疑，知府却没有追究：何春芳在陈鲁第二次复审时到案，供称“并不认得葛品连夫妇”，但是詹彩凤在葛品连夫妇租住杨乃武家的时候曾经多次看到他和毕生姑私会，并且搬家之后两家人仍是邻居，没有可能不认识葛品连夫妇。
7. 钱宝生作为重要人证不可靠，知县、知府甚至都没有审问过钱宝生：钱宝生的供词是余杭知县从花厅密谈而不是公堂审问获得并转交给杭州府，杭州府从未安排钱宝生与杨乃武对质，甚至都无法确定供词的真假，在杭州府审案催促钱宝生到案的时候钱宝生甚至还说：“从前县主要我承认，我因并无此事，不肯承认；县主先加恐吓，又复再三许我如肯承认，即放回家，保我无事，并指天立暂——今日何又传我到案？”
8. 杨乃武身上有暗记，知府却不愿意质问：詹彩凤曾在复审中称杨乃武有私密的暗记，如果他真和人通奸，亲密之人必然知道；而上一次复审中，当詹彩凤提出要质问毕生姑是否知道暗记时，知府反而詹彩凤当堂说出暗记的位置，让所有人知道这件事，好让人有机会给毕生姑通风报信，却又不愿意直接让毕生姑与杨乃武对质。

这篇呈文虽然托名詹彩凤，实际上描述的大概率都是杨乃武的亲身经历，在将毕生姑塑造为不诚实的荡妇的同时，以审案的各种不公和情节的不合理论证杨乃武的清白，突出了杨乃武的受害者形象，从而博取社会舆论的同情。社会舆论对杨乃武的看法也得到了扭转，许多人都信服杨乃武的说辞，乃至于在后来的奏折中直接引用杨乃武的说法：呈文中明确的不在场证明也成为了刑部最终得以介入的关键；而杨乃武在呈文中对毕生姑的不实指责反而弄巧成拙，不仅在后续审理中让胡瑞澜抓到不少把柄，还让案件的焦点从杨乃武是否有冤屈转移到毕生姑如何通奸的问题上，并最终为毕生姑赢得一线生机。《申报》在报道的同时也开始借题发挥，极力批判案件中的残酷、不公的刑讯制度，主张上控、翻供案件不应该由原审官员重审，并向大众介绍了西方陪审制和证据制度，从孤立案件触及到清朝司法的制度性问题。

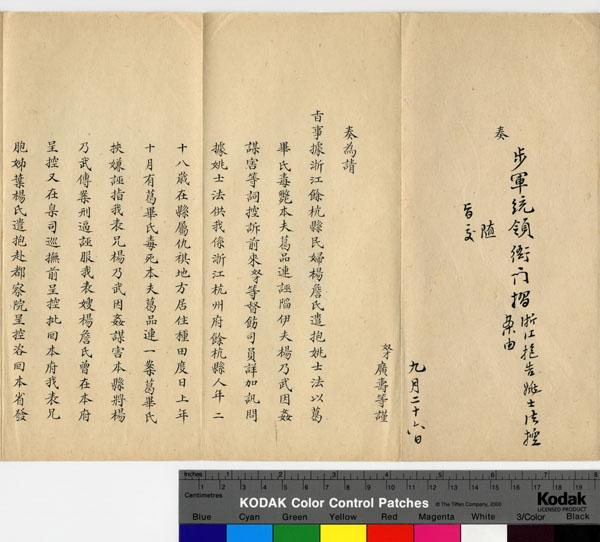
九月廿六，步军统领衙门广寿等接到京控呈文后，奏請重审杨乃武与小白菜案

同治皇帝一纸谕旨将案件第二次驳回到杨昌濬手中，杨昌濬理应亲自审讯，但他觉得应该把案件交给与案件无关的人员再审，将案件交给了镶红旗满洲出身的湖州知府锡光、绍兴知府龔嘉儁以及富阳知县许嘉德、黄岩知县陈宝善4位新任官员。锡光仅仅参加了1次审理就不再参加，案件实际上由龔嘉儁等人审理，审判在水利厅秘密进行。此时，《申报》对审判充满乐观，引述龔嘉儁“若不許翻案、則亦不敢承審也”、杨昌濬“謂人孰無過、即因此案之翻而使我得処分、我亦甚喜於心、請勿以官官相護之見存諸念也”等语。杨乃武与毕生姑在审理中双双翻供，在《申报》的传播下社会舆论也确信杨乃武的冤屈、要求为杨乃武翻案，主审官员无法结案也不敢翻案，因此一面向杨昌濬汇报罪犯仍未认罪，一面开始拖延时间。自同治十三年十二月初十初次开庭至光绪元年（1875年）的三月初一期间，龔嘉儁等人已经十多次提审杨乃武与毕生姑一案，但始终没有向公众披露内情，因此民间流言四起，《申报》也不复之前的乐观，开始呼吁官府公开案情。此时，又因为新帝改元、举办恩科，各审官员纷纷回到驻地筹备科举，案件不得不暂缓审理。光绪元年四月廿四，刑部给事中王书瑞参奏杨昌濬等人故意拖延以维持原判、不愿翻案，并请求保护涉案人员安全并另派官员审理此案，获得了两宫太后和皇帝的同意，改派浙江学政胡瑞澜审理此案。

### 学台变刑台

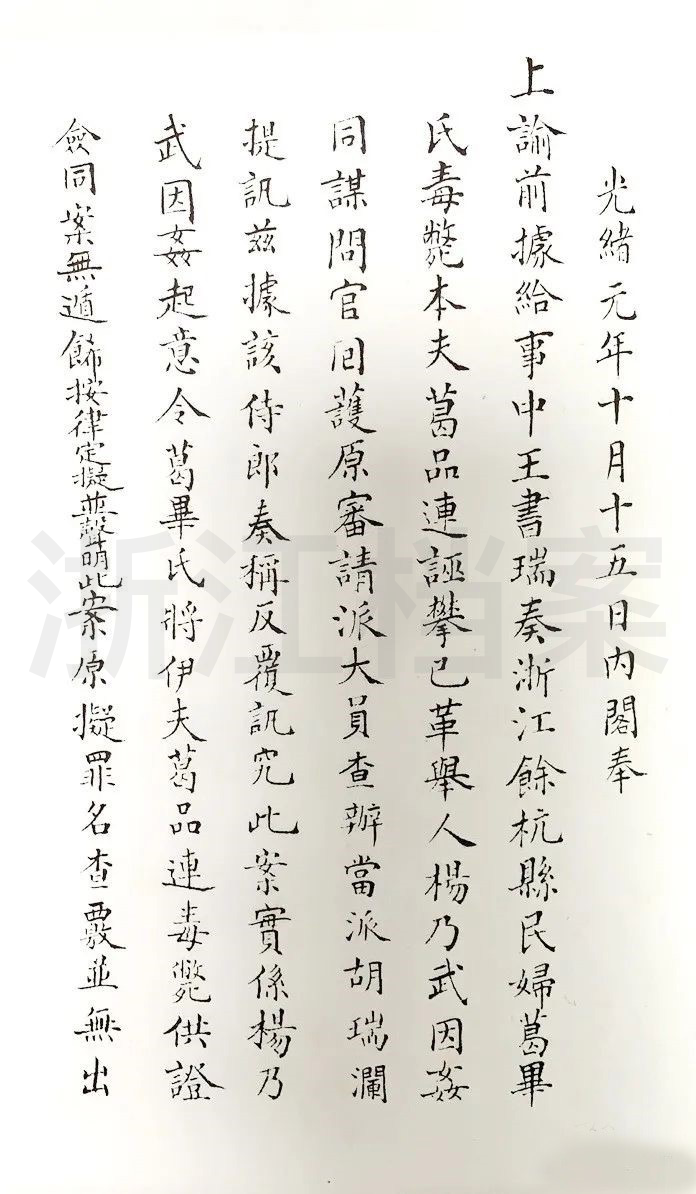
内阁回复胡瑞澜的审案结果

当时余杭县内风言称钱坦在十月初二日进城看戏、初五回到仓前，并且有戏友可以作证，因此不可能在初三日卖砒霜给杨乃武，怀疑钱坦受到知县的贿赂才做了伪证。

### 刑部结案
获悉胡瑞澜维持原判后，户部给事中边宝泉进言称，案情内容与原先多有出入，请求交由刑部审理。十二月，浙江京官汪树屏等人以复审可能存在官官相护、案情蹊跷为由联名呈控都察院，本案都察院遂请旨本案转交刑部审理。慈禧之前批驳边宝泉的奏折，称向來没有地方案件交由刑部处理的先例，因此只是允許刑部審查案件給胡瑞瀾提點意見，浙江京官这封奏折反駁了慈禧的意見，例举道光、同治年间重大案件交由刑部审理的先例，因此慈禧才改口允许案件转交刑部审理。慈禧的批駁可能和當時的局勢相關，時值中日剛剛解決牡丹社事件，清政府與英國就马嘉理事件是否需要提京审讯各執一詞，在胡瑞澜复审定罪后英文报纸《字林西报》和《京报》都开始报道此事，《清稗類鈔》甚至記載當時外國公使在總理衙門前面稱“贵国人断案大率如杨乃武之狱”，清政府也擔心外國人通過楊乃武案指責司法不公，藉以施壓马嘉理案和《芝罘条约》谈判。
光绪二年正月初七，军机大臣奉旨将案件转交刑部，刑部立即下令案件人证犯人全部进京，并且特意嘱咐浙江巡抚杨昌濬等沿途保护，如有意外需负全责，并在押送人员入京后进行身份核查验收。刑部在验收时从沈喻氏身上搜出字条，里面具载北京两位官员地址，并写余杭县署内姜位隆恳托，刑部官员高度重视，后经审讯系沈喻氏觉得北京路途遥远，返途路费不够，因此托人请辞能在北京借款返乡。此外，刑部在收集證據时，浙江官吏曾经制作材料攻击人证，称杨家人以京中有人照顾故意派长工顶替证人，爱仁堂伙计因收受杨家贿赂，所以改供称知县收买钱坦证词。
刑部审理时，“钱宝生”已经病故，杨乃武再次翻供，刑部对案情卷宗进行查核，发现诸多疑点。刑部还审讯得出仵作并没有使用皂角水擦拭——推理可知，葛品连不一定是中毒身亡；仵作、门丁对于毒物判断各执一词，可知毒物未必是砒霜；进而钱坦所作供词可能系章濬、陈竹山等人误导作出，爱仁堂未必贩卖砒霜。光绪二年十二月九日，葛品连尸体在北京海会寺开棺验尸，仵作荀义、连顺鉴定，葛品连通身骨殖黄白，非毒杀而亡，向围观群众当场呼告结果。刑部调查原先仵作甘结，发现甘结中称原先尸检时尸体腐化就已经比较严重，同时由于尸体天气炎热腐化较快，天气炎热这一点也对应胡瑞澜七月审问沈体仁供词，据此推测当时的仵作很可能将尸体腐化迹象理解为毒杀情形。刑部审问杨乃武与县衙官吏之间的矛盾，以及杨乃武、刘锡彤之间是否存在矛盾，各方都否认私下有恩怨，杨乃武则坦承自己诬陷阮德等人只是为了脱罪。刑部还找到钱坦生母钱姚氏，确认钱坦从来没有叫过钱宝生，买砒霜系杨乃武畏罪编的供词。至此，案情已經審結，葛品连實係自然死亡，楊乃武和葛畢氏冤情得以洗清。
光绪三年二月十六日，刑部上奏审理结果，同日上谕颁布人员处置结果如下：
| 姓名   | 别名     | 身份               | 罪名                                                                           | 刑罚                         | 备注                                   |
| ------ | -------- | ------------------ | ------------------------------------------------------------------------------ | ---------------------------- | -------------------------------------- |
| 葛毕氏 |          | 被告               | 与杨乃武同桌共食不守妇道                                                       | 杖责80                       |                                        |
| 杨乃武 |          | 被告               | 与葛毕氏不避嫌疑，且诬陷何春芳、刘潮、阮德等人                                 | 杖责100                      | 念诬陷是为脱罪，轻判，举人身份不予恢复 |
| 沈喻氏 |          | 原告               | 诬陷杨乃武、葛毕氏致死罪                                                       | 杖责100，徒刑4年             | 念为子复仇，情有可原，轻判             |
| 王心培 |          | 原告亲属           | 同沈喻氏混供作伪证，但不是始终诬陷                                             | 杖责80                       |                                        |
| 沈体仁 |          | 原告亲属           | 同沈喻氏混供作伪证，但不是始终诬陷                                             | 杖责80                       |                                        |
| 王林   | 杨仁     | 地保               | 同沈喻氏混供作伪证，但不是始终诬陷                                             | 杖责80                       |                                        |
| 刘锡彤 | 字翰臣   | 余杭知县（已革职） | 草率听信仵作证词，伪造、修改证据，与章濬编造案情，虽然都属于失入死罪，情节严重 | 发配黑龙江，年逾七十不得收赎 | 发配时已年逾七十                       |
| 沈祥   |          | 余杭县仵作         | 检验不实失入死罪，情节严重                                                     | 降职4等，杖80，徒刑2年       |                                        |
| 沈彩泉 |          | 余杭知县刘锡彤门丁 | 与仵作争执尸检，肆意妄为，累及主人                                             | 杖责100，流放2000里          |                                        |
| 章濬   | 字抡香   | 余杭县学训导       | 劝钱宝生作伪证                                                                 | 杖责80，革职                 | 章太炎父亲                             |
| 陈湖   | 字竹山   | 生员               | 劝钱宝生作伪证                                                                 | 无                           | 狱中病故                               |
| 钱宝生 | 本名钱坦 | 爱仁堂老板         | 作伪证证实杨乃武投毒                                                           | 无                           | 狱中病故                               |
| 陈鲁   |          | 杭州知府           | 承审官草率定案，证据无凭，枉坐人罪                                             | 革职                         |                                        |
| 边葆诚 |          | 宁波知府           | 承审官草率定案，证据无凭，枉坐人罪                                             | 革职                         |                                        |
| 罗子森 |          | 嘉兴知县           | 承审官草率定案，证据无凭，枉坐人罪                                             | 革职                         |                                        |
| 顾德恒 |          | 候补知县           | 承审官草率定案，证据无凭，枉坐人罪                                             | 革职                         |                                        |
| 龚世潼 |          | 候补知县           | 承审官草率定案，证据无凭，枉坐人罪                                             | 革职                         |                                        |
| 郑锡滜 |          | 候补知县           | 承审官草率定案，证据无凭，枉坐人罪                                             | 革职                         |                                        |
| 杨昌濬 | 字石泉   | 浙江巡抚           | 具题、京控均不能平反，有意维护下属                                             | 革职                         |                                        |
| 胡瑞澜 | 字子安   | 浙江学政           | 审案不问证词出入，草率结奏，辜负朝廷交代特旨办案                               | 革职                         |                                        |
| 蒯贺荪 | 字则钦   | 浙江按察使         | 失入死罪                                                                       | 无                           | 任上病故                               |
| 姜位隆 |          | 余杭县家丁         | 给沈喻氏字条，殊属多事                                                         | 笞40                         | 都曾经服侍刑部主事文超                 |
| 刘殿臣 |          | 浙江粮道家丁       | 给沈喻氏字条，殊属多事                                                         | 笞40                         | 都曾经服侍刑部主事文超                 |

## 案后

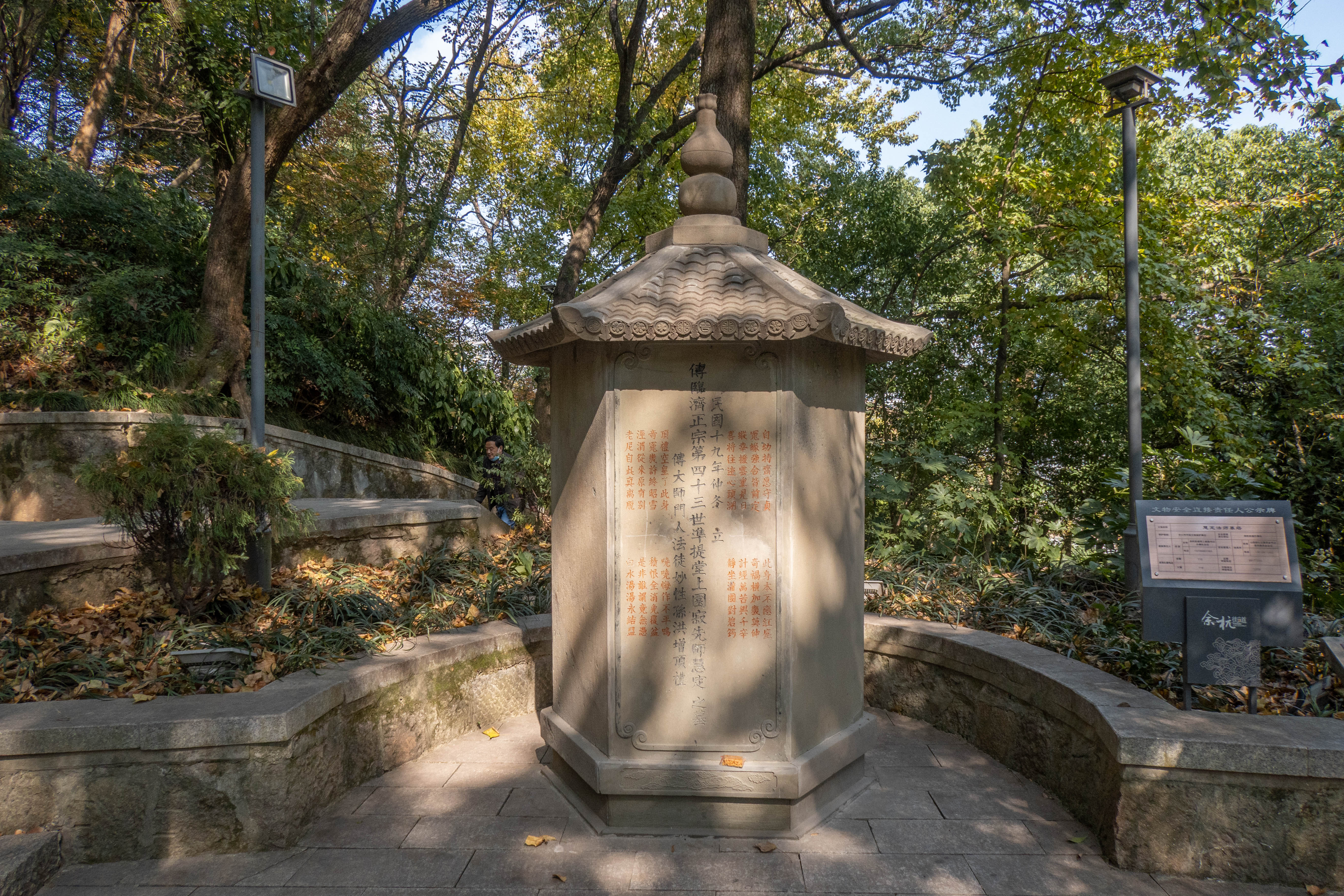
位于馀杭安乐山的慧定禅师墓塔，重建于1985年

据杨乃武女儿回忆，杨乃武在出狱之后家徒四壁，转以桑蚕为业，其培育的“凤参牡丹杨乃武记”蚕种在抗日战争前一度名扬杭嘉湖，晚年更是埋身书籍、教育儿女直至去世。据杨乃武孙女杨南熏传，杨乃武平反后曾经到上海看《杨乃武与小白菜》戏曲，看完十分恼怒，大呼胡闹。据金建中回忆，其父金韻中係中醫外科醫生，金韻中造房後曾經託人請楊乃武看過風水，兩人因此認識，時至民國三年（1914年）楊乃武後頸生瘡（疑似蜂窝性组织炎併發敗血症），金韻中乘船到餘杭看診，楊乃武認為自己病重難除，於是讓金韻中挖去爛肉，金韻中二日後复诊时杨乃武已经不省人事，不久就撒手人寰。杨乃武死后，杨家人将其安葬在余杭县舟枕乡安山村，委托佃户叶家看守坟墓。文革时期，杨乃武坟墓受到破坏。1991年，地方从附近农户家里找回杨乃武墓碑，重新修复了杨乃武墓地。
葛毕氏回到余杭当日，远近民众争相围观，痛斥、嘲弄者不在少数。葛毕氏不见容于杨家和葛家，又因为狱中手指残破不能做工，因此在好心大嫂提点下到南门外准提庵出家，法号慧定。出家后，准提庵一度兴旺，不少人来此目睹小白菜尊容，葛毕氏也时常回乡为丈夫、父母上坟，杨乃武妻子小杨詹氏过世时还去杨家吊唁。民国十九年（1930年）慧定圆寂，据杨家称死前曾经留信一封证明杨乃武与其清白，死后余杭绅士董润卿等将其坟塔建于余杭县东南文昌阁边供人凭吊，50年代地方将坟塔移至余杭镇东安乐山（今余杭塔山公园内）。
爱仁堂店长钱坦受到杨乃武案牵连最终病死狱中，京审时母亲钱姚氏（钱坦继母，钱垲亲母）和妻子代其进京陈述。案件平反后，钱姚氏一直没有回到余杭，因此钱坦胞弟钱垲将自己儿子取名望京期盼母亲回家。据钱家后人回忆，钱坦在狱中弥留之际曾言自己一生清白，本分经商，不了因案件牵连，祸福在天，身不由己。杨乃武出狱后因为做蚕种生意，经常路过仓前，每每上岸到钱家探望，亦对当年表达遗憾，还曾书写杭州药王庙对联一则赠予钱家，题曰：「名场利场，即是戏场，做得出漫天富贵；寒药热药，无非良药，医不尽遍地炎凉。」钱家人一直经营爱仁堂直到1956年三大改造。

## 案件分析

### 成冤原因
长期以来市井对于杨乃武冤案的成因来自于刘锡彤包庇自己儿子嫁祸他人的传说，民国学者黄濬在《花随人圣庵摭忆》辑录《清代野史》《余杭大狱记》即从此说。1984年，美国中华法学者安守廉发表《砒霜与旧律：清季刑事审判之省视》，第一次以规范研究方法审视本案，通过《光绪政要》《光绪朝东华录》等原始文献还原了案件原貌，分析晚清司法制度在地方的规定及实际施行情况，认为中国传统诉讼程序以正义为首要目的，并不像西方司法一样在案情審理過程中重视人权。
1992年，中国第一历史档案馆研究馆员牛创平发表《清代档案中的杨乃武与小白菜案件——葛品连身死案的冤狱与平反》。他通过整理馆内与本案相关的文件，发掘清代档案35件，另有一件光绪五年六月二十七日刘锡彤发配黑龙江期间请求宽大处理回到家乡的奏片，统计有奏折及附片21件、上谕4件、廷寄1件、题本2件、供单2件、字帖1件、呈4件，上溯光绪元年四月二十四，下至光绪三年二月二十六。牛创平根据自己整理的档案，回顾了事件的原貌及事后人员处分，分析了冤案平反的原因：他否定浙江地方势力与中央矛盾、浙江官员与浙籍京官矛盾等流传已久的论调，认为办事官员敷衍了事的渎职行为才是杨乃武蒙冤的主要原因——仵作没有按照程序检验导致误判，知县刘锡彤明知没有擦洗银针却捏造事实，太守陈鲁没有按照程序提审钱宝生而仅凭余杭县的甘结定案，至委任胡瑞澜专审明明案情已与原审不符却仍维持原判等等。
许多法律学者将本案的产生归结于清代司法的各种不合理制度。例如，郑定、杨昂曾从主审官员角度出发，指出清代法律对于主审官员法律规定繁多，违法规定严苛，知县刘锡彤既无“贪污”，又非“无能”，举人出身、年近耄耋的刘锡彤本就对司法鉴定、刑事审判专业知识匮乏，然而清律又对官员司法责任规定严苛，迫使官员不得不草率定案——刑部固然知道数十年未变的法律本就难以在基层官员中完全施行，因此在拟罪时对于刘锡彤的失职有些许了解之同情。刘学连则从女性主义角度观察到当时社会热议杨乃武伸冤却忽视葛毕氏冤屈，乃至于朝廷及《申报》都惯于将葛毕氏刻画为毒妇，葛毕氏在男权社会缺乏伸冤的话语权，葛毕氏冤情不解导致杨乃武冤情也无法解除，指出中国古代男尊女卑的社会结构是导致葛毕氏冤情的原因之一。陆永棣则认为，八股取士和捐纳导致官员学用不一、不学无术，地方积案数量多、时间长，办案草草了事，讨好上级；实权操于久任地方的师爷、书吏以及官员亲信的门丁，地方吏治缺乏法律监督，相互勾结，欺上瞒下；清末鼓励就地正法、格杀勿论，因此酷吏当道，刑逼冤案层出不绝。此外，也有学者认为重视口供的刑讯制度以及秘密审判制度等是造成冤情的原因。

### 平反原因
民国黄濬在《花随人圣庵摭忆》中评价本案牵连甚广，涉及乡绅集体名誉、省籍偏见、官民矛盾、内外官矛盾，其中尤其以地方督抚枉法欺罔朝廷为重:602。清末民变四起，清政府为了挽回局面下放权力，地方逐渐获得了独立军事、财政、司法权力，地方督抚权重一方。所谓乱世用重典，清政府为了快速消灭起义，赋予地方督抚及乡绅团练就地正法、先斩后奏的权力，地方可以不经中央复核直接处决犯人，死刑案件及冤案数量大幅上升，至局势缓和中央试图收回权力，碍于地方督抚权势，以案件平反为由逐步削夺地方司法权，震慑封疆大吏，维护中央权威。本案中，御史王昕弹劾浙江巡抚杨昌濬结党营私、蔑法欺君，放大本案到地方吏治，指出地方对于朝廷发还的京控案件阳奉阴违、极少平反，长此以往内重外轻局面积重难返；清廷也意识到了中央大权逐渐旁落，借由本案罢黜官员，宣示其权威。
杨乃武举人的身份也是其平反的一大因素。虽然在本案中葛毕氏为第一被告，然而由于中国古代社会的男权至上、等级制度，葛毕氏身为女性反而处于从属地位。根据清代法律，对于谋杀亲夫案情，女方无论是否知情、参与、主谋，都被判处极刑，相比之下杨乃武是否参与本案对于杨乃武量刑差异较大，因此官员、舆论都更为关注。杨乃武作为举人，家庭相对富裕，可以负担京控费用，同时曾经有诉讼经验，诉状论证严密，并借由污蔑葛毕氏突出自己无辜牵连的悲情色彩，因此当时的媒体、官员都转而同情杨乃武境遇。杨乃武的举人身份背后还有浙江乡绅集团的支持，浙江士人为维护共同声誉奔走相告，在正當司法程序之外大大推动了本案平反。
美国汉学家欧中坦（Jonathan Ocko）曾书，杨乃武案得以广泛传播并被证实为冤，很大程度上要感谢《申报》充满活力的记者——《申报》对杨乃武案的深度介入及其发挥的舆论监督作用对于杨乃武案最终平反起到了很大作用。从同治十二年十一月十八日开始，成立不过一年的申报馆对杨乃武案展开了长达3年的跟踪报道，杨乃武因其所具有的才子佳人、奸情谋杀等要素吸引读者眼球，因此在读者群体中广泛传播。《申报》对于杨乃武案的报道主要集中在3个时间点：第一次在刊载杨乃武家人二次扣阍呈控后，《申报》自此坚持杨乃武系冤案的立场；第二次在朝廷钦定胡瑞澜重审后，当时人们对于胡瑞澜查明冤情有极大期望；第三次在刑部提审后，杨乃武案已然成为社会热点，申报也通过报道扬名天下。《申报》在报道中保持较为客观的立场，不仅刊载杨乃武案案情官文及传言，还刊登大量不同观点的评论文章，评论不仅讨论杨乃武案疑点与问题，为杨乃武进行庭外辩护，还大力批判当时刑讯制度、秘密审判制度，提出改革建议，因此引起了朝野官员的关注，舆论压力推动官员积极平反案情。

## 艺术改编
杨乃武案为清末民初公案小说提供了极佳素材。在当时近代媒体刚刚起步的背景下，许多相关报道及时人笔记都存在失实，乃如时人编写的《清代野记》《清朝野史大观》大肆渲染葛毕氏娼妓出身、水性杨花，李慈铭也在日记称杨乃武为讼棍无赖，这也影响到后来杨乃武案作品改编。清末民初鸳鸯蝴蝶派小说流行，杨乃武改编作品很多着眼于才子佳人，描绘杨乃武与小白菜之间的风流韵事。灵岩樵子小说《杨乃武与小白菜》可能为其中较早出现的作品，其剧情大致按照原案，隐讳部分在世人物人名，最早虚构“设计下毒”“密室相会”“慈禧觐见”等章回，后来的小说、戏曲、电视剧等许多都吸收了这些情节。
在戏曲领域，最早属1910年李文彬创作的评弹《杨乃武》。李文彬是浙江海宁人，从小对杨乃武案耳濡目染，并为创作广泛抄录当时的州县档案和《申报》报道，还到杭州妓院找到刘锡彤姨太太了解案情，最终创作了120回的台本，曲目在当时盛行一时。1912年，杨乃武和夫人到上海听了这部戏，听到一半就离场，李文彬后来特意去拜访了杨乃武。李文彬对于这部戏极为重视，只传授给自己家人，后来严雪亭从青浦一医生那里拿到了听书的笔记，自己开始讲《杨乃武》，在上海风靡一时。李文彬儿子李伯康和李仲康不和，严雪亭曾想从师李伯康被拒，李仲康念严雪亭好学许其抄录李家台本，李伯康为对抗严雪亭一怒之下将《杨乃武》传徐绿霞等外人。1910年代，杨乃武案改编为京剧，首映于上海丹桂第一台，1920年京剧名旦荀慧生更是以此剧一举成名。1927年，杨乃武案改编为沪剧，首映于上海虹口新世界游艺场。1932年，杨乃武案改编为评剧，首映于辽宁安东，并在中国东北风靡一时。1938年，杨乃武案改编为越剧，首映于宁波兰江戏院。1949年后政府开始推动戏剧改革，以沪剧为首的杨乃武戏剧再度改编，北京曲剧、秦腔、淮剧等都根据沪剧台本移植改编。文革时期，杨乃武与小白菜因为“弘扬了封建统治阶级的英明”被列为“毒草戏”，禁止演出直至改革开放。1990年代以来，杨乃武与小白菜案剧种及衍生作品大量增加，涵盖沪剧、评剧、越剧、锡剧、庐剧、豫剧、蒲剧、潮剧、甬剧、姚剧、牛歌剧、莆仙戏、云南花灯等剧种，其中影响力较大的有1998年上海越剧院越剧版本和1999年余杭越剧院越剧版本。
1929年，上海天一影片公司开始拍摄《杨乃武与小白菜——清代四大名案之香艳名贵》，并于次年在上海中央大戏院首度将杨乃武案搬上荧幕，出品方在《申报》刊载大量广告宣传，以香艳桥段、离奇剧情和滑稽片段为卖点，影片放映完还有主演加演的舞台剧，因此开映数日日夜客满。随后的几十年里，杨乃武与小白菜被改编为多部电视剧和电影。

## 注解
1. 1 2 3 4
2. ↑  指的是百姓将粮食倒入米桶中，直到倒满之后顶部形成尖尖的米堆，官吏再用脚踢一踢米桶将部分米洒出，洒出的这部分米就作为其收取的陋规。[16]
3. ↑  可按《洗冤集录》记载砒验毒：“生前中毒而遍身作青黑，多日皮肉尚有，亦作黑色。若经久，皮肉腐烂见骨，其骨黪黑色。”[83]
4. ↑  出自光緒三年二月十六日《上諭》。[84]